# Гребля Минжилки
Гребля Минжилки – селезахисна споруда на півдні Казахстану.
Селеві явища є типовими для північних схилів Заілійського Алатау, тому тут споруджено цілий ряд захисних гребель. Однією з них є гребля Минжилки на річці Кіші-Алмати (Мала Алматинка), яка знаходиться за вісім кілометрів вище по течії від найбільшої та найвідомішої казахської селезахисної греблі Медеу. 
В середині 1960-х в урочищі Минжилки, на висоті біля 3 тисяч метрів над рівнем моря, звели габіонну греблю. 15 липня 1973 року в басейні Кіші-Алмати сформувався катастрофічний сель, обсяг якого в районі греблі Минжилки перевищував ємінсть її сховища приблизно у сім раз. Як наслідок, гребля була зруйнована протягом трьох хвилин, а її матеріал став частиною селя (останній у підсумку був зупинений греблею Медеу).
В подальшому греблю Минжилки відновили. Наразі це насипна (кам’яно-накидна) споруда висотою 23 метра та довжиною біля двох з половиною сотень метрів із ємністю селесховища у 0,25 млн м3.